# Червлёновское сельское поселение
Червлёновское се́льское поселе́ние — муниципальное образование в Светлоярском районе Волгоградской области Российской Федерации.
Административный центр — село Червлёное.

## География
Расположено в 33 километрах от Волгограда и в 45 от райцентра (поселок Светлый Яр).

## История
Червлёновское сельское поселение образовано в 2005 г.

## Население
| 2010  | 2012  | 2013  | 2014  | 2015  | 2016  | 2017  |
| ----- | ----- | ----- | ----- | ----- | ----- | ----- |
| 2929  | ↗2932 | ↗2976 | ↘2969 | ↘2944 | ↘2899 | ↘2861 |
| 2018  | 2019  | 2020  | 2021  |       |       |       |
| ↘2832 | ↘2814 | ↗2840 | ↘2810 |       |       |       |

## Состав сельского поселения
| № | Населённый пункт | Тип населённого пункта       | Население |
| - | ---------------- | ---------------------------- | --------- |
| 1 | Канальная        | железнодорожная станция      | 377       |
| 2 | Солянка          | село                         | 238       |
| 3 | Червлёное        | село, административный центр | 2314      |

## Местное самоуправление
Глава поселения — Чехомова Людмила Викторовна